# Margareta Kjellberg
Margareta Dagmar Kjellberg Lundqvist, född 3 februari 1916 i Nyadal, Nora socken, Ångermanland, död 10 september 2005 i Stockholm, var en svensk vissångare.

## Biografi
Margareta Kjellberg var dotter till direktören Gunnar Kjellberg och Gerda, född Belfrage, samt systerdotter till trävaruhandlaren Gösta Belfrage. Hon föddes i huset Skoludden, byggt som skola för sågverksarbetarnas barn och senare hotell och pensionat, från 1952 med namnet Björkuddens hotell och restaurang. 
Hon var före andra världskriget jazzsångare i den brittiske pianisten och orkesterledaren Jack Hyltons orkester.
Hon framträdde som medlem av Visans vänner och Konstnärsgillet, och uppträdde på Blanche-revyn i Stockholm somrarna 1935, 1936 och 1940. Hösten 1945 uppträdde hon i Köpenhamn. Margareta Kjellberg var i Sverige känd för sina unika vistolkningar ofta ackompanjerad av henne själv på gitarr. Hon medverkade under televisionens barndom även i familjeprogrammet Sigges cirkus och blev i TV under senare år även känd för sitt historieberättande. Hon deltog i många år i Sveriges Televisions Har du hört den förut? där hon berättade roliga historier tillsammans med Ewert Ljusberg. Så sent som 2004 var hon fortfarande aktiv i viskretsar, trots sin höga ålder. Hon var hedersledamot i Svenska Visakademien.

### Familj
Margareta Kjellberg var från 1937 gift med kommendörkapten Carl Lundqvist (1912–2009) och fick tre barn: Gunnar, född 1938, Göran, född 1941, och Elisabeth, född 1945. Göran gjorde några roller i Ingmar Bergmans filmer, bland annat i Smultronstället, var även framgångsrik inom simhopp (femma i svikthopp vid OS 1964 och senare både chef inom Vin & Sprit samt därefter ordförande för Stiftelsen Vin & Sprithistoriska Museet). Gunnar blev musiker (trummor) och Elisabeth konstnär.
Margareta Kjellberg är begravd på Norra begravningsplatsen i Solna.

## Priser och utmärkelser
- 1992 – Nils Ferlin-Sällskapets Trubadurpris
- 1999 – Fred Åkerström-stipendiet

## Diskografi[1]
Margareta Kjellberg har en omfattande diskografi bakom sig,  och nedan ges några exempel;
- Till min syster / Flickan i kryddbon (Odeon)
- Flicka från Backafall / Flickorna i Småland (Odeon)
- Under takåsarna i Paris / Flickan i Marseille (Odeon, 1945)
- Hottentottvisa ((Hottentottvisa (Vesle Hoa Som Var En Hottentott)) med Egon Kjerrmans Leksaksorkester (Ultraförlaget AB, 1955)

## Filmografi[11]
- 1936 – 33.333
- 1938 – Goda vänner och trogna grannar
- 1939 – Katjas cirkel

## Teater

### Roller
| År   | Roll        | Produktion                                                            | Regi               | Teater         |
| ---- | ----------- | --------------------------------------------------------------------- | ------------------ | -------------- |
| 1935 | Medverkande | Härmed hava vi nöjet, revy Kar de Mumma, Karl-Ewert och Alf Henrikson | Harry Roeck-Hansen | Blancheteatern |